# Natalie Mejia
Pour les articles homonymes, voir Mejia.
Natalie Nicole Mejia (née le 7 mai 1988 à West Covina en Californie) est une chanteuse, danseuse, rappeuse et mannequin américaine. Elle est surtout connue pour avoir fait partie du groupe Girlicious (2007-2011).

## Biographie
Elle est née et a grandi à Diamond Bar en Californie. Elle est cubaine du côté de son père et mexicaine du côté de sa mère. Elle a été diplômée du lycée Diamond Ranch High School en 2006. Dès l'âge de 9 ans, elle a commencé à prendre des cours de danse au Millennium Dance Complex.

## Carrière

### 2001-2007: Ses débuts
En 2001, Natalie fonde son propre groupe de musique baptisé Cherri. Le groupe se sépare en 2003. En 2005, elle forme de nouveau un groupe baptisé Breathe qui a donné plusieurs concerts pour Sean Paul. Natalie quitte le groupe en 2007. À 17 ans, elle écrit et compose sa première chanson intitulée "So Bad" avec l'aide de son père.

### 2007-2011: Girlicious
En 2007, Natalie remporte un concours avec Tiffanie Anderson, Chrystina Sayers et Nichole Cordova et ensemble, elles forment le groupe Girlicious. En 2008, elles sortent leur premier album intitulé Girlicious. En juin 2009, il a été annoncé que Tiffanie Anderson avait quitté le groupe. Le 21 juin 2009, le groupe performe aux MuchMusic Video Awards et remporte le prix du "Clip le plus regardé" pour leur single "Like Me". En 2009, elles commencent à enregistrer leur deuxième album mais en décembre 2009, elles annoncent qu'elles se sont séparées de leur label Geffen Records et qu'elles ont signé un contrat avec un autre label, Universal Music Group. Elles déclarent aussi que le style musical de leur deuxième album sera plus pop et plus autant Hip-hop/R&B que leur premier album. Le 22 novembre 2010, elles sortent leur deuxième album intitulé Rebuilt. Le 26 février 2011, il a été confirmé que Natalie et Chrystina Sayers avaient quittés le groupe.

### 2011-2012: Pussycat Dolls
Après avoir quitté les Girlicious, Natalie décide de lancer sa carrière en solo. En mai 2011, elle sort son premier single intitulé "All The Way" puis en juin 2011, elle rejoint le casting de la télé-réalité Beauties & The Boss en tant que coach.
En juillet 2012, Natalie annonce qu'elle a rejoint le nouveau groupe The Pussycat Dolls aux côtés de Lauren Bennett, Paula Van Oppen, Natasha Slayton et  Simone Battle. Cependant, en novembre 2012, il a été annoncé que Natalie ne faisait plus partie du groupe et qu'elle a été remplacée par la chanteuse canadienne Emmalyn Estrada.  

## Vie privée
Depuis 2006, Natalie est en couple avec Johnny Roberts. Après avoir annoncé leurs fiançailles en décembre 2011, ils se sont mariés en juin 2012. Le 11 mai 2013, Natalie a donné naissance à leur premier enfant, une fille prénommée Calista Estrella.

### Problèmes juridiques
Le 10 mars 2010, Natalie Mejia a été arrêtée par la police de Glendale après la découverte de cocaïne dans son sac à main. Cette accusation a, plus tard, été retirée du dossier après avoir plaidé coupable et être restée du côté droit de la loi pendant 18 mois.

## Discographie
- Breathe ft. Natalie Mejia - So bad (single)
  - Breathe (single) -
- Girlicious - Girlicious - 2008
  - Rebuilt	- 2010
- Natalie Mejia (solo) - Penitentiary - 2010
  - All The Way - 2011
- Natalie Mejia (reprises) - Black Stilettos (cover black & yellow)
  - Deuces (cover deuces) - 2010-2011

## Télévision
- 2008 : The Pussycat Dolls present : Girlicious : Gagnante de l'émission
- 2011 : Beauties & The Boss : Coach beauté